# Konstantin 11. Palaiologos
Konstantin XI Dragases Palaiologos, (græsk: Κωνσταντῖνος Δραγάσης Παλαιολόγος; 9. februar 1404 – 29. maj 1453) var byzantinsk kejser fra den 6. januar 1449 – 29. maj 1453. Konstantin var et medlem af det Palaiologiske dynasti og den sidste østromerske kejser.
Han blev dræbt i kamp mod det Osmanniske Rige, ledt af Mehmed II, ved Konstantinopels fald i 1453. Konstantins død og byens erobring markerede afslutningen på det Byzantinske Rige.